# Federico Errázuriz Echaurren
Federico Errázuriz Echaurren (Santiago, 16 november 1850 - Valparaíso, 12 juli 1901) was een Chileens staatsman. Van 18 september 1896 tot 12 juli 1901 was hij president van Chili. Hij overleed tijdens zijn ambtstermijn.
Hij was de zoon van Federico Errázuriz Zañartu (1825-1877), president van Chili van 1871 tot 1876. Hij ontving onderwijs bij de jezuïeten aan het Colegio San Ignacio. Daarna studeerde hij rechten aan het Instituto Nacional en de Universiteit van Chili. In 1873 promoveerde hij  en wijdde zich nadien aan het beheer van zijn haciënda in de provincie Colchagua.
Errázuriz werd in 1876 voor de Partido Liberal (Liberale Partij, PL) in de Kamer van Afgevaardigden gekozen. In 1879 volgde zijn herverkiezing. Hij stond bekend als een meer conservatief lid van zijn partij en verzette zich tegen de antiklerikale maatregelen van president Domingo Santa María. In 1890 werd hij als minister van Marine opgenomen in de regering van president Balmaceda. Net als de meeste ministers trad hij korte tijd daarop af vanwege de spanningen tussen president en parlement. Errázuriz koos de kant van het parlement. Hij was een van de initiators van de afzettingsprocedure tegen Balmaceda. Hij hield zich echter tijdens de Chileense Burgeroorlog (1891) afzijdig.
In 1894 werd hij in de Senaat gekozen en werd hij minister van Justitie en Onderwijs. Dankzij zijn scherpzinnigheid slaagde hij er in 1896 in om de nominatie van de Coalición (Coalitie) voor het presidentschap binnen te halen. De verkiezingscampagne verliep niet smetteloos, er vielen zelfs doden. Op 25 juni 1896 werd Errázuriz gekozen tot president. Hij behaalde 50,55% van de stemmen en boekte een nipte overwinning op zijn tegenstander en partijgenoot Vicente Reyes.
Tijdens de ambtstermijn van Errázuriz zagen maar liefst acht kabinetten het levenslicht. De reden voor deze instabiliteit waren de voortdurende strubbelingen tussen de ministers van conservatieve en liberale zijde. Ondanks deze instabiele situatie wist Erráruriz zich als president te handhaven omdat hij zich boven de partijen stelde. De belangrijkste verdiensten van Erráruriz en zijn regering waren de verbetering van de infrastructuur, het openbaar vervoer (trams) en de aanleg van rioleringen.
Een slepend grensgeschil met Argentinië liep onder het presidentschap van Errázuric zo hoog op, dat Errázuric er toe overging de reservisten op te roepen om zich voor te bereiden op een oorlog.  Dankzij bemiddeling van de koning van Engeland werd dit geschil in 1902 uiteindelijk vreedzaam opgelost.
Federico Errázuriz had een broze gezondheid. Hij werd reeds voor zijn presidentschap in Duitsland behandeld (1893). Door het overlijden van zijn oudste zoon aan tbc in 1897 en de zware werkzaamheden als president verslechterde zijn gezondheid nog verder. Op 11 juni 1900 droeg hij een groot deel van zijn bevoegdheden over aan zijn vicepresident Elías Fernández om een behandeling te ondergaan. In oktober hervatte hij zijn werkzaamheden. Op 12 juli 1901 overleed hij echter aan de gevolgen van een herseninfarct.
Zijn vicepresident, Aníbal Zañartu, volgde hem op als waarnemend staatshoofd. Op 18 september 1901 trad Germán Riesco aan als president van Chili.
Federico Errázuriz trouwde in 1868 met Gertrudis Echenique Mujica (1849/1853-1928). Uit het huwelijk kwamen een zoon en een dochter voort.

## Samenstelling kabinetten
| Ministerie (Presidentschap van Federico Errázuriz Echaurren) | Naam/Periode |
| ------------------------------------------------------------ | --- |
| Binnenlandse Zaken                                           | Aníbal Zañartu Zañartu (1896) Carlos Antúnez González (1896-1897) Augusto Orrego Luco (1897) Antonio Valdés (1897-1898) Carlos Walker Martínez (1898-1899) Raimundo Silva (1899) Rafael Sotomayor Gaete (1899) Elías Fernández Albano (1899-1900) Mariano Sánchez Fontecilla (1900) Juan Antonio Orrego (1900-1901) Domingo Amunátegui (1901) Aníbal Zañartu (1901) |
| Buitenlandse Zaken, Eredienst en Kolonisatie                 | Enrique de Putrón Cavareda (1896) Carlos Antúnez González (1896) Carlos Morla Vicuña (1896-1897) Raimundo Silva Cruz (1897-1898) Ventura Blanco Viel (1898) Juan José Latorre Benavente (1898-1899) Rafael Errázuriz Urmeneta (1899-1900) Federico Puga Borne (1900) Emilio Bello Codesido (1900-1901) Luis Martiniano Rodríguez Herrera (1901) |
| Financiën                                                    | José Francisco Fabres (1896) Justiniano Sotomayor Guzmán (1896-1897) Juan Tocornal Doursther (1897) Elías Fernández Albano (1897) Alberto González Errázuriz (1897-1898) Darío Zañartu del Río (1898) Rafael Sotomayor Gaete (1898-1899) Manuel Salinas González (1899-1900) Ramón Santelices Cuevas (1900) Nicolás González Errázuriz (1900-1901) Manuel Fernández García (1901) Juan Luis Sanfuentes Andonaegui (1901)                                                                                   |
| Oorlog en Marine                                             | Manuel Bulnes Pinto (1896) Elías Fernández Albano (1896-1897) Benjamín Vergara (1897) Carlos Palacios Zapata (1897) Patricio Larraín Alcalde (1897-1898) Ventura Blanco Viel (1898) Carlos Concha Subercaseaux (1898-1899) Javier Ángel Figueroa Larraín (1899) Carlos Concha Subercaseaux (1899) Ricardo Matte Pérez (1899) Arturo Besa Navarro (1899-1901) Vicente Palacios (1901) Wenceslao Bulnes (1901)                                                                                               |
| Justitie en Openbaar Onderwijs                               | Adolfo Ibáñez Gutiérrez (1896) Federico Puga Borne (1896-1897) José Domingo Amunátegui Rivera (1897-1898) Augusto Orrego Luco (1898) Juan Antonio Orrego (1898) Carlos Palacios Zapata (1898-1899) Francisco Herboso España (1899-1900) Emilio Bello Codesido (1900) Francisco Herboso España (1900-1901) Ramón Vergara Donoso (1901) Ventura Carvallo Elizalde (1901) Ramón Escobar Escobar (1901) |
| Industrie, Openbare Werken en Spoorwegen                     | Francisco Baeza (1896) Francisco de Borja Valdés Cuevas (1896-1897) Belisario Prats Bello (1897) Domingo Toro Herrera (1897) Emilio Orrego Luco (1897) Julio Bañados Espinoza (1897-1898) Emilio Bello Codesido (1898) Arturo Alessandri Palma (1898-1899) Daniel Rioseco (1899†) Gregorio Pinochet Espinoza (1899) Florencio Valdés Cuevas (1899-1900) Abraham Gacitúa Brieva (1900) Rafael Orrego González (1900) Manuel Covarrubias (1900-1901) José Ramón Nieto (1901) Joaquín Fernández Blanco (1901) |